# Gírová
Die Gírová (polnisch und deutsch Girowa) ist ein Berg am Dreiländereck Tschechien, Slowakei und Polen. Mit einer Höhe von 840 m n.m. ist er der höchste Berg des Jablunkauer Berglandes in den Beskiden.

## Lage
Der Berg erhebt sich fünf Kilometer südöstlich der Stadt Jablunkov. Nördlich liegt das Tal der Olsa mit den Gemeinden Písek und Bukovec. Am östlichen Fuße verläuft die Staatsgrenze zu Polen, auf dieser Seite des Berges liegen die Orte Hrčava, Jaworzynka und Łacki. Im Süden führt unterhalb des Berges die Grenze zur Slowakei entlang. Auf slowakischer Seite schließt sich das Tal der Čierňanka mit den Dörfern Čierne und Svrčinovec an. Westlich, im Tal des Baches Ošelnice, erstreckt sich die Gemeinde Mosty u Jablunkova. Über den Berg verläuft die Europäische Hauptwasserscheide.
Nebengipfel der Gírová sind der Komorovský grůň (732 m) im Osten und der Studeničný (717 m) im Südwesten.
Am südwestlichen Fuße der Gírová befindet sich der Jablunkapass mit einem Eisenbahntunnel. Über den Pass führt auch die Europastraße 75.
Vier Kilometer südöstlich des Gipfels steht der Grenzstein des Dreiländerecks.

## Geschichte
Durch das Tal der Ošelnice führte unterhalb des Berges seit dem Mittelalter die Kupferstraße von Schlesien über den Jablunkapass nach Ungarn.
Wegen seiner Lage über dem strategisch wichtigen Pass wurde der Girowa seit dem 19. Jahrhundert als Vermessungspunkt verwendet. Albrecht von Sydow führt den Berg mit 3048 Fuß über dem Meer in seinen Bemerkungen auf einer Reise im Jahre 1827 durch die Beskiden über Krakau und Wielicska nach den Central-Karpathen (1830) als einen der höchsten Gipfel der Beskiden und des „Babia Gura Gebirges“ an. Malchus gab den Berg 1833 im Handbuch der Militär-Geographie gleichfalls mit 3048 Fuß über dem Meer an. Im Jahrbuch der k.k. Geologischen Reichsanstalt von 1850 ist auf der Bergkuppe Girowa, eine halbe Stunde westlich vom Dorfe Jaworzinka ein trigonometrischer Punkt  mit 2641 Wiener Fuß über Meereshöhe ausgewiesen. 
Die touristische Erschließung der Gírová begann im 20. Jahrhundert. Am 9. Juli 1932 eröffnete der Klub tschechischer Touristen (KČT) östlich des Gipfels eine Touristenbaude (Horská chata Gírová).

## Besonderheiten
An der Westseite des Gipfels liegt die Sandsteinfelsgruppe Čertovy mlýny. Am Nordhang befinden sich zwei Höhlen.
Unterhalb des Studeničný besteht am Hang des Berges bei Mosty u Jablunkova ein Wintersportgebiet mit mehreren Skiliften und einer Bobbahn.
Vom Gipfel besteht eine weite Sicht über das slowakische Beskidenvorland bis zur Mala Fatra.